# Первинна енергія
Перви́нна ене́ргія — енергія, яка отримується з відновлюваних і невідновлюваних джерел, яка не пройшла процес перетворення чи трансформації
Первинні джерела енергії поділяють на відновлювальні та невідновлювальні або на традиційні та нетрадиційні.
Невідновлювальним джерелам для утворення потрібен значний відрізок часу (тисячі, мільйони років), а відновлювальні в тій чи іншій періодичності існують у природі постійно.
До невідновлювальних ресурсів належать вугілля, торф, нафта, природний газ, ядерне паливо, горючі сланці.
До відновлювальних (поновлювальних) джерел належать: промениста енергія Сонця; енергія вітру; гідроенергія течій, хвиль, припливів; теплова енергія навколишнього середовища (Землі, повітря, морів та океанів); енергія мускульної сили людей та тварин; біомаса; дрова; торф. Також відносять геотермальну енергію, хоча вона є результатом хімічних реакцій і розпаду радіоактивних елементів, запаси яких є обмеженими.
До традиційних джерел відносять ті, які використовуються тривалий час в енергетиці: вугілля, нафта, природний газ, горючі сланці, ядерна енергія та ін.), а також торф, дрова, гідроенергія великих водотоків та мускульна сила тварин і людей.
До нетрадиційних належать всі види відновлювальних джерел енергії: біомаса (за виключенням дров і торфу), сонячна енергія, геотермальна енергія, вітрова енергія, енергія припливів, хвиль, водотоків (за виключенням гідроенергії великих водотоків).